# Ларрі Ґрем
Ларрі Ґрем, інші транслітерації Ларрі Грем, Леррі Грехем (англ. Larry Graham, Jr.; нар. 14 серпня 1946, Бомонт, Техас, США) — американський бас-гітарист, автор пісень, співак. Учасник фанкового колективу Sly & the Family Stone, засновник і лідер гурту Graham Central Station. Співпрацював з Прінсом та цілою когортою інших музикантів.
Вважається першовідкривачем техніки слеп на бас-гітарі.

## Біографія і музична кар’єра

### Юні роки
Ларрі Ґрем (народився 14 серпня 1946 року в м.Бомонт, штат Техас, але дитинство і юність провів в Окленді, штат Каліфорнія. З 5 років Ларрі починає долучатися до мистецтва, він відвідує заняття зі степу і займається на фортепіано. У молодших класах його прийняли в шкільний ансамбль, де маленький Ларрі зайняв місце барабанщика.
У 1957 році, на своє 11 день народження, Ларрі отримує в подарунок від батька гітару. Ларрі самостійно вчиться на ній грати і в цьому ж році починає свою музичну кар'єру. А в 13 років він зробив свій перший запис. У свої юні роки Ларрі вже вмів грати на кількох інструментах: на барабанах, фортепіано, гітарі, бас-гітарі і губній гармошці.
У 1961 році, коли Ларрі було 15, він приєднався до групи своєї матері, The Dell Graham Trio. Його мама грала на піаніно з Ларрі, який грав на гітарі, і з барабанщиком Рубеном Керром.
В одному з нічних клубів, де постійно виступали The Dell Graham Trio, був мініатюрний орган. Ларрі встигав грати руками на гітарі, а ногами натискав педалі цього органа, видобуваючи басові звуки з нього. Але в один з вечорів орган зламався і залишив групу без баса, до якого вони звикли. Власне так Ларрі Ґрем став бас-гітаристом.

### Створення слепу
Через певні обставини тріо перетворилось на дует, залишились тільки бас-гітара і фортепіано. Щоб компенсувати відсутність барабанів Ларрі придумав імітацію барабанів. Великим пальцем він бив по нижнім струнам, імітуючи звук великого барабану, а підчеплюючи нижні струни вказівним і середнім, діставав звук, схожий на звук малого барабана.
Згодом цю нову техніку перейняли і розвинули інші бас-гітаристи, такі як Маркус Міллер, Віктор Вутен, Флі та інші.

### 1966 — 1973
З 1966 до 1973 Ларрі Ґрем грає у Sly & the Family Stone. Основними досягненнями стали сингли Dance to the Music (1968)і Everyday People (1969) та альбом Stand! з композиціями Stand!, Want To Take You Higher, Sex Machine.

### 1970-ті — наші дні
Після уходу з Sly & the Family Stone, Ларрі створюю свій гурт Graham Central Station. у 70-их пише кілка хітів, зокрема "Hair".
В середині 70-их співпрацює з Бетті Девіс, другою дружиною Майлза Девіса.
В 1975 стає одним зі Свідків Єгови.
На початку 1980-их Ґрем записує 5 сольних альбомів і кілька хітів у стилі соул, зокрема і "One in a Million You".
З 1990-их Ларрі поновлює гурт Graham Central Station і записує 2 живих альбоми, один в Японії в 1992, другий у Лондоні в 1996, які розходяться 1000 копій і ексклюзивно продаються на концертах.
У 1998 році виходить спільний альбом Ларрі Ґрема і Прінса, GCS 2000. З 1997 до 2000 року грає на бас гітарах на живих концертах Прінса.

### Сімейний стан
Одружений з Тіною Ґрем (Tina Graham).
Ларрі Ґрем також є дядьком канадського репера та актора Обрі Дрейка Ґрема, більш відомого як Дрейк.

## Нагороди
- 1981 - One in a Million You, нагорода Греммі в номінації "Найкраще чоловіче вокальне R&B виконання"
- 1981 - One in a Million You, нагорода American Music Award в номінації «Улюблений соул/R&B сингл»
- 1982 - нагорода American Music Award у номінації «Улюблений соул/R&B співак»

## Дискографія

### У складі Sly and the Family Stone
- 1967: A Whole New Thing
- 1968: Dance to the Music
- 1968: Life
- 1969: Stand!
- 1971: There's a Riot Goin' On
- 1973: Fresh

### У складі Graham Central Station
- Graham Central Station (Warner Bros., 1974)
- Release Yourself  (Warner Bros., 1974)
- Ain't No 'Bout-A-Doubt It (Warner Bros., 1975)
- Mirror (Warner Bros., 1976)
- Now Do U Wanta Dance (Warner Bros., 1977)
- My Radio Sure Sounds Good to Me (Warner Bros., 1978)
- Star Walk (Warner Bros., 1979)
- Live in Japan (1992)
- Live in London (1996)
- Back by Popular Demand (1998)
- The Best of Larry Graham and Graham Central Station, Vol. 1 (Warner Bros., 1996)
- Raise Up (2012)

### Сольні альбоми
На Warner Bros.
- 1980: One in a Million You
- 1981: Just Be My Lady
- 1982: Sooner or Later
- 1983: Victory
- 1985: Fired Up

На NPG Records
- 1998: GCS2000 (як Graham Central Station)

### Сингли
| Рік  | Назва                                           | Альбом               | U.S. Hot 100 | U.S. R&B | UK Singles Chart |
| ---- | ----------------------------------------------- | -------------------- | ------------ | -------- | ---------------- |
| 1980 | "One in a Million You"                          | One in a Million You | 9            | 1        |                  |
| 1980 | "When We Get Married"                           | One in a Million You | 76           | 9        |                  |
| 1981 | "Guess Who"                                     | Just Be My Lady      |              | 69       |                  |
| 1981 | "Just Be My Lady"                               | Just Be My Lady      | 67           | 4        |                  |
| 1982 | "Don't Stop When You're Hot"/ "Sooner or Later" | Sooner or Later      | 102 110      | 16 27    | 54               |
| 1983 | "I Never Forget Your Eyes"                      | Victory              |              | 34       |                  |